# Половоз
Половоз — деревня в Грязовецком районе Вологодской области.
Входит в состав Ростиловского муниципального образования, с точки зрения административно-территориального деления — в Ростиловский сельсовет.
Расстояние по автодороге до районного центра Грязовца — 16 км, до центра муниципального образования Ростилово — 9 км.
По переписи 2002 года население — 26 человек (12 мужчин, 14 женщин). Преобладающая национальность — русские (96 %).